# 케일라 손턴
케일라 손턴(영어: Kayla Thornton, 1992년 10월 20일 ~ )은 미국의 농구 선수이다. 전미 여자 농구 협회(WNBA) 골든스테이트 발키리스 소속으로, 포지션은 스트레치 포이다. WKBL 등록명은 카일라 쏜튼이다.

## 수상

### WKBL
- WKBL 챔피언: 2019
- WKBL 외국인선수상: 2019
- WKBL 베스트 5: 2020